# Guillem II de la Pulla
 Guillem II  (1095 - juliol de 1127), fill i successor de Roger Borsa, va ser duc de la Pulla des de l'any 1111 fins a la seva mort.
En l'opinió dels seus contemporanis, era bon guerrer i cavaller. Per això, va ser considerat un bon governant i va ser popular també. No obstant això, l'opinió de la historiografia moderna no és tan simpàtica amb la seva figura. En diversos conflictes amb els seus vassalls, especialment Jordà d'Ariano, Guillem va necessitar l'ajuda del seu cosí Roger II de Sicília. Guillem va haver deixar a Roger les seves terres de Calàbria, Palerm, i Messina com pagament per la seva assistència sostinguda.